# Weilerbach (Luxembourg)
Pour l’article homonyme, voir Weilerbach.
Weilerbach (luxembourgeois : Weilerbaach) est une section de la commune luxembourgeoise de Berdorf située dans le canton d'Echternach.
Weilerbach est situé entre Bollendorf-Pont et Echternach, sur la rive droite de la Sûre, un affluent de la Moselle, qui forme à cet endroit la frontière allemande. En face, sur la rive allemande de la Sûre, se trouve le Weilerbach qui fait partie de la localité de Bollendorf.
Weilerbach est surtout connu pour son ancien sanatorium, l'institut Héliar, fondé en 1910 par Nicolas Neuens (lb). Depuis le début des années 2000, l'immeuble héberge des demandeurs d'asile politique.
Le documentaire Weilerbach, réalisé par Yann Tonnar (lb), raconte la vie des réfugiés habitant l'ancien sanatorium. Le film est sorti en 2008.

## Personnalités
- Marguerite Mongenast-Servais (1882-1925), féministe luxembourgeoise, y est née.